# Negeta ruficeps
Negeta ruficeps är en fjärilsart som beskrevs av George Francis Hampson 1902. Negeta ruficeps ingår i släktet Negeta och familjen trågspinnare. Inga underarter finns listade i Catalogue of Life.